# Langstedt
Langstedt (in danese Langsted) è un comune di 1.040 abitanti dello Schleswig-Holstein, in Germania.
Appartiene al circondario (Kreis) di Schleswig-Flensburgo (targa SL) ed è parte della comunità amministrativa (Amt) di Eggebek.